# アメリカンセービング銀行
アメリカンセービング銀行（アメリカンセービングぎんこう、英語: American Savings Bank）はアメリカ合衆国ハワイ州ホノルルに本社を置く貯蓄銀行で、ハワイ州第三位の銀行である。1925年に創業し、現在はニューヨーク証券取引所上場企業であるハワイ電力工業の子会社である。   2014年12月、ハワイ電力工業はアメリカンセービング銀行をスピンオフして、独立会社にすることを発表している。 

## 同業他社
ハワイ州に本社がある銀行は支店も多く、個人・企業相手に手広く業務を展開している。 
- ファースト・ハワイアン・バンク
- バンク・オブ・ハワイ
- セントラル・パシフィック・バンク
- 連邦信用組合 (en:Federal Credit Unions：Hawaii Federal Credit Union、HawaiiUSA Federal Credit Union、Aloha Pacific Federal Credit Union、HFS Federal Credit Union、Kona Community Federal Credit Unionなど) [5] [6] [7]

ハワイ州以外に本社がある銀行はハワイ州では店舗も少なく、おもに企業相手に業務を行っている。